# Niederburg Kobern
Die Niederburg Kobern, auch Niedernburg, Unterburg, Neue Burg genannt, ist eine Höhenburg oberhalb der Gemeinde Kobern-Gondorf im Landkreis Mayen-Koblenz in Rheinland-Pfalz.

## Lage

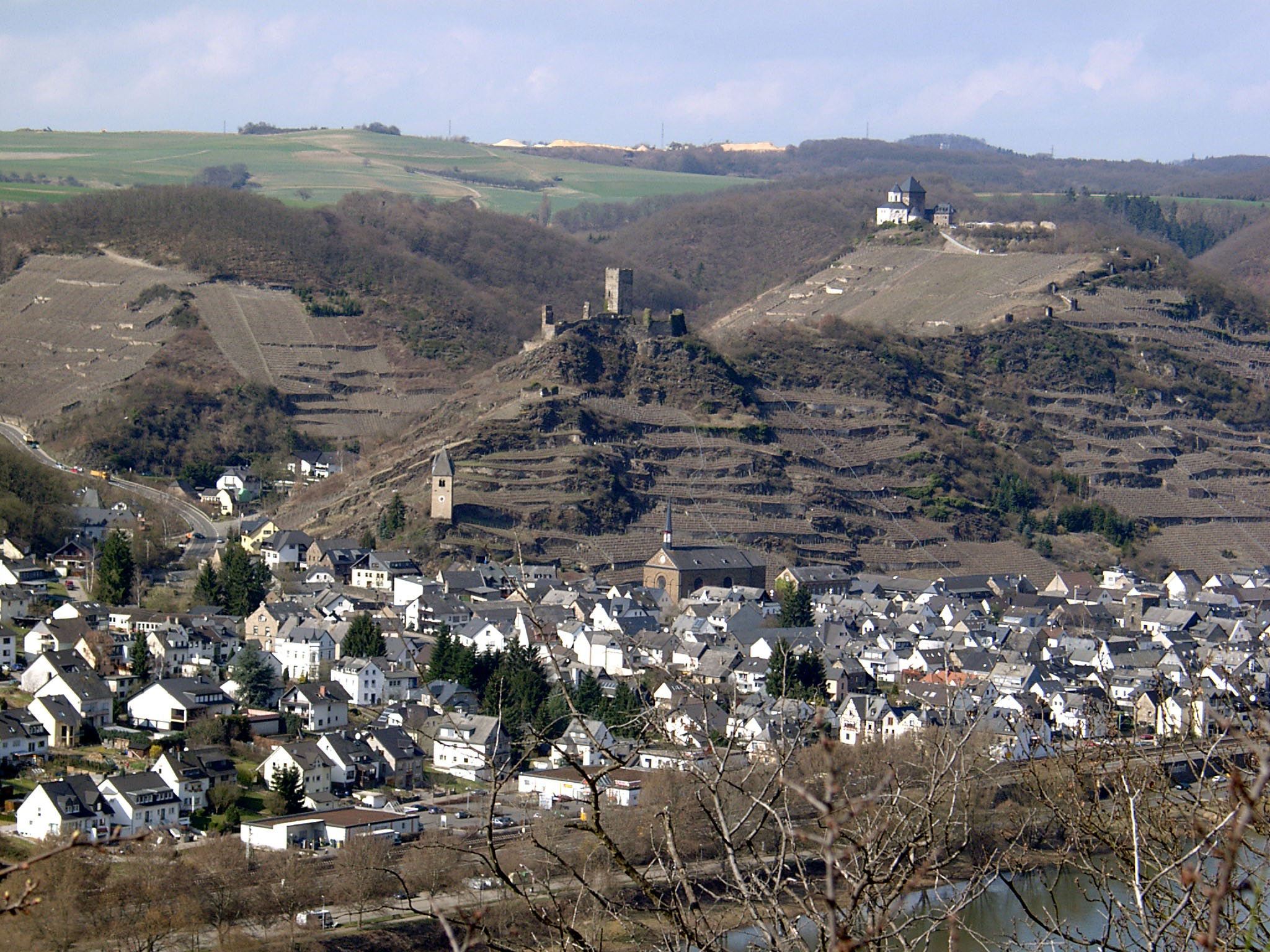
Niederburg (links) und Oberburg Kobern (rechts)

Die Ruine der Niederburg erhebt sich in etwa 150 m Höhe auf einem zur Mosel vorgeschobenen Berggrat oberhalb der Ortschaft Kobern. Auf dem gleichen Berggrat liegt etwa 50 m höher die Oberburg Kobern mit Matthiaskapelle.

## Baubeschreibung

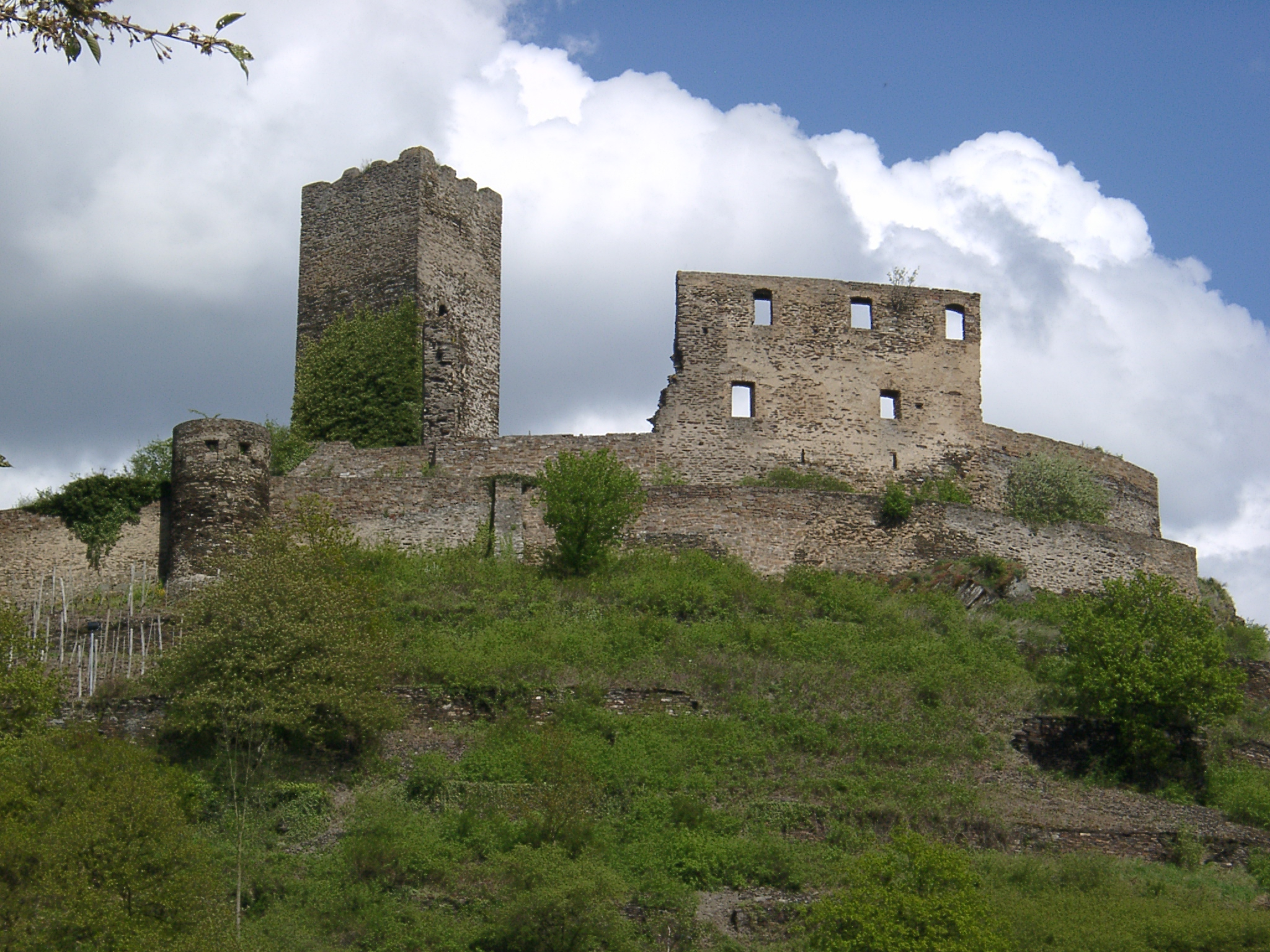
Niederburg aus Richtung Maifeld

Die Burg hat einen mandelförmigen Grundriss. Neben dem dreigeschossigen 20 Meter hohen Bergfried mit einem Hocheingang in 10 Meter Höhe auf einer Grundfläche von 7,5 mal 8 Meter ragen Reste eines zweigeschossigen spätgotischen Palas auf. Ein Mauerturm sowie eine Zisterne sind gut erhalten. Ansonsten finden sich im Wesentlichen Teile der äußeren Mauern. Die Burg war nach Westen durch eine Ringmauer mit einer Zwingeranlage und nach Norden durch einen Halsgraben geschützt. Das obere Drittel des Bergfrieds und die Zinnen wurden bereits im 19. Jahrhundert rekonstruiert. Die staatliche Schlösserverwaltung rekonstruierte und ergänzte zwischen 1976 und 1978 den Palas und die zwischen Turm und Palas liegende Zisterne.

## Geschichte
Die Burg wurde in der Mitte des 12. Jahrhunderts errichtet. Erstmals erwähnt wird sie 1195, als der damalige Burgherr sie dem Trierer Erzbischof als Lehen auftrug. Die Herren von Isenburg-Kobern starben im 13. Jahrhundert in weiblicher Linie aus. Über die Erbtochter Cecilia gelangten die Koberner Burgen mit der Herrschaft an Friedrich II. von Neuerburg (eine Seitenlinie der Grafen von Vianden). 1309 starb auch diese Linie in männlicher Linie aus. Danach wurde Burg und Herrschaft an den Trierer Erzbischof verkauft. Im Jahr 1688 wurde die Burg zerstört.

## Besichtigung

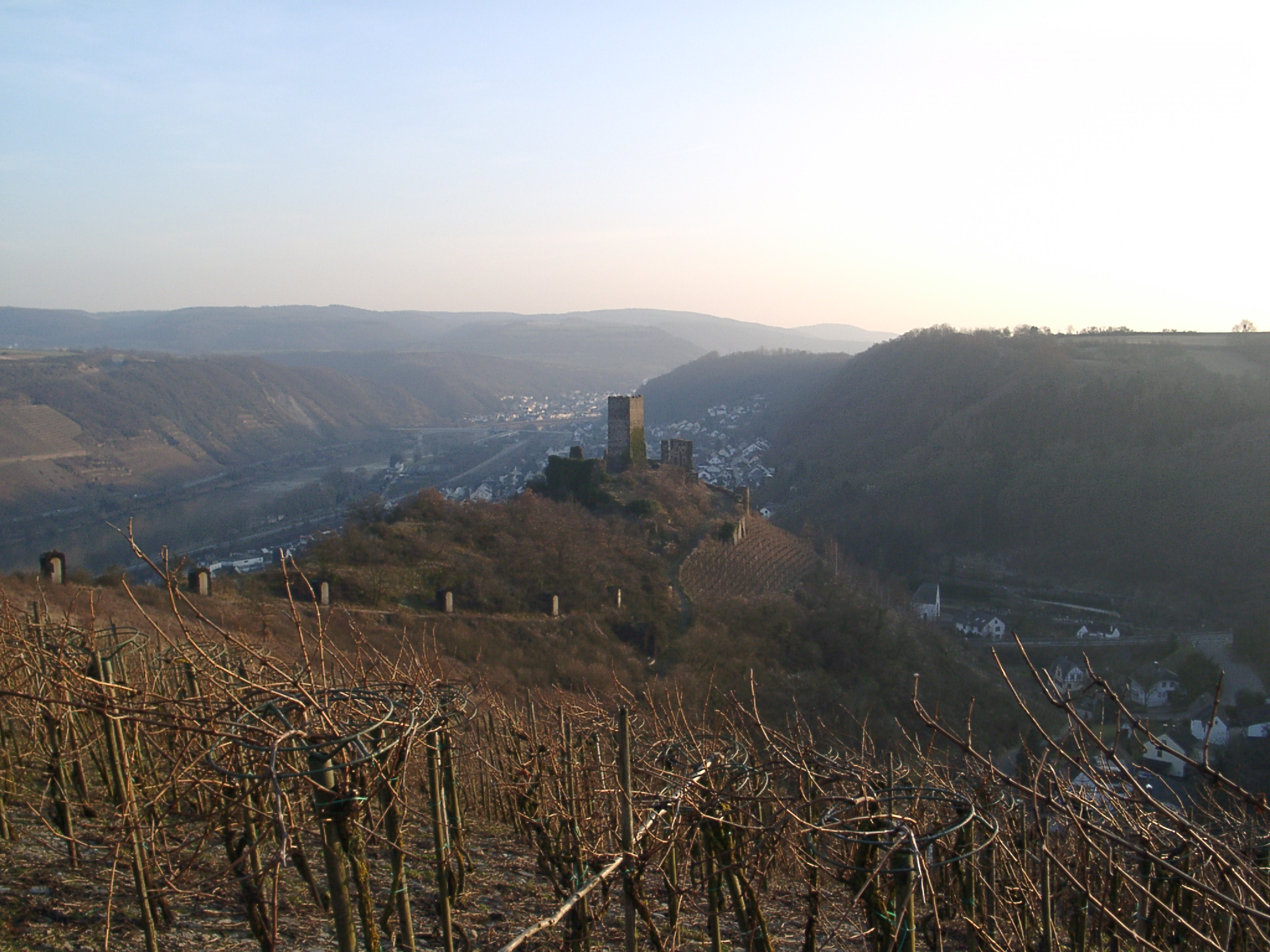
Niederburg oberhalb von Kobern

Die Burganlage ist ganzjährig zugänglich und kann kostenlos besichtigt werden. Der Bergfried könnte durch vorsichtiges Klettern über einen schmalen Mauerdurchbruch betreten werden, doch lohnt das Innere das umständliche Erklimmen nicht.
Der Aufstieg zur Burg erfolgt über einen schmalen Fußweg aus dem Mühlbachtal.

## Denkmalschutz
Die Niederburg Kobern ist ein geschütztes Kulturdenkmal nach dem Denkmalschutzgesetz (DSchG) und in der Denkmalliste des Landes Rheinland-Pfalz eingetragen. Sie liegt in Kobern.